# Пникс
Пникс (др.-греч. Πνύξ, греч. Πνύκα) — это невысокий и небольшой по площади каменистый холм в центре Афин, расположенный недалеко от западного склона холма Акрополя. Начиная с 507 г. до н. э. здесь проводились народные собрания афинских граждан — экклесии, первого в истории человечества демократического органа власти.

## История
На Пникс собирались все граждане Древних Афин. Кворум обычно составлял 5—6 тысяч граждан, однако в случае решения вопросов высокого значения в собрании могло принимать до 15 тысяч граждан. При этом терраса могла вмещать до 10 тысяч человек, отсюда и пошло название холма: в переводе древнегреческого Πνὐξ буквально означает «давка». С трибуны Пникса, которая сохранилась до наших дней, говорили все самые известные древнегреческие ораторы, среди них Перикл, Фемистокл, Аристид, Никий, Алкивиад. Именно здесь Демосфен осуждал царя Филиппа II Македонского в своих «филиппиках».

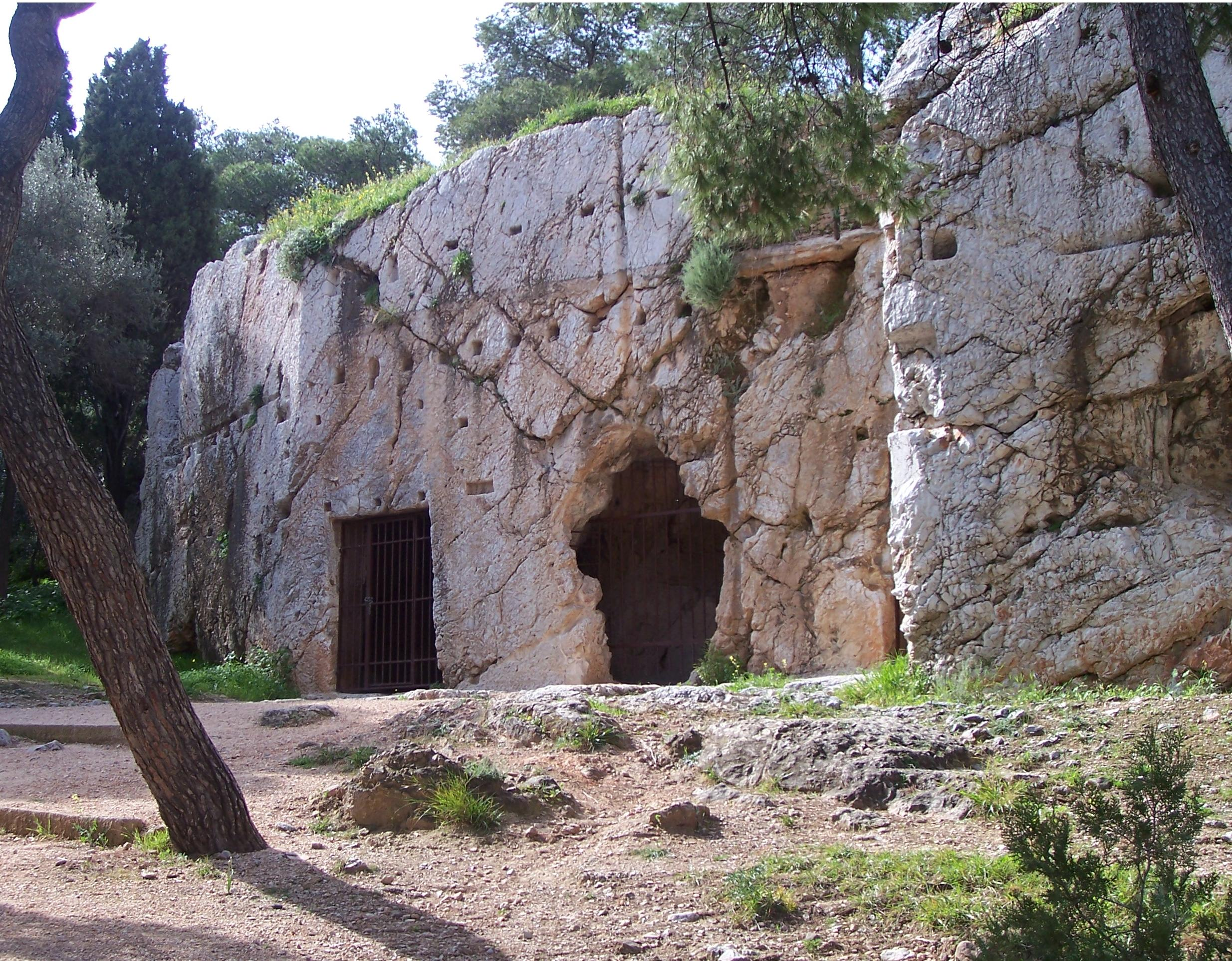
Пещера, выдаваемая за тюрьму, где содержался Сократ

Пникс как таковой был воплощением демократического принципа «исигория» (др.-греч. ἰσηγορία), что означает равные права всех граждан определять политику. Председательствующий на собрании открывал каждую встречу, обращаясь к гражданам с вопросом: «Кто желает говорить?» Двумя другими принципами афинской демократии были «исономия» (др.-греч. ἰσονομία) — равенство всех граждан перед законом и «исополития» (др.-греч. ἰσοπολιτεία) — общее равное голосование и право быть избранным. После окончательного завершения работ по строительству Театра Диониса на юго-восточном склоне Акрополя народное собрание избрало его своим постоянным местом.
На восточном склоне Пникса есть несколько пещер, где находится так называемая «Тюрьма Сократа».

## План Пникса
|                              | 1. Бема (трибуна) 2. Площадь для граждан 3. Стои 4. Городская стена или стена Фемистокла |
| Легенда: Классический период |                                                                                          |